# Orden basiliana de San Josafat
La Orden de San Basilio Magno, también conocida como Orden Basiliana de San Josafat, (oficialmente en latín: Ordo Sancti Basilii Magni u Ordo basilianus Sancti Iosapha) es una orden religiosa masculina de la Iglesia greco-católica ucraniana, de rito bizantino y de derecho pontificio que surge a partir de la unión de los monasterios basilianos ucranianos en comunión con Roma. Josafat Kuncewicz fue quien organizó el monacato ucraniano según el modelo de las órdenes religiosas occidentales, con la aprobación del papa Urbano VIII en 1631. A los religiosos de dicha orden se les conoce con el nombre de basilianos de San Josafat o simplemente como basilianos. Sus miembros posponen a sus nombres las siglas O.S.B.M.

## Historia

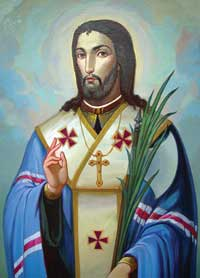
Josafat Kuncewicz (1580-1623), arzobispo de Polack, es uno de los reorganizadores de la vida monástica basiliana en la Iglesia greco-católica ucraniana, al estilo de las órdenes religiosas católicas.

El monacato basiliano se difundió por el territorio de la antigua Rus de Kiev, que comprende los actuales territorios de Ucrania, Bielorrusia y parte de Rusia, contribuyendo a la evangelización de su población. El principal centro monástico fue el Monasterio de las Cuevas de Kiev fundado en 1050 por Teodosio de Kiev y Antonio di Pečerska. Desde allí se fundaron los monasterios del resto del territorio, los cuales con el Cisma de Oriente pasaron a formar parte de la Iglesia ortodoxa.
Cuando en 1595 la Iglesia rutena (de Kiev) regresó a la comunión con Roma, el metropolita Giuseppe Rutskyj y el arzobispo de Polack, Josafat Kuncewicz, reorganizaron el monacato basiliano al estilo de las órdenes religiosas católicas. De esa manera en 1631 se estableció la formal unión con el nombre de Orden de San Basilio Magno, con la aprobación del papa Urbano VIII. La casa madre de dicha unión fue el monasterio de la Santísima Trinidad de Vilna y se convirtió en la orden religiosa más numerosa de oriente, al punto que, desde 1720, se decidió por ley que los obispos rutenos debían ser elegidos entre sus miembros. Luego de la repartición de Polonia, la separación de Lituania, las invasiones rusas y otros problemas en el territorio de la antigua Rus de Kiev, la orden conoció un largo periodo de decadencia, hasta que en 1882, por obra de Andrej Szeptycki se dio la restauración de la misma, gracias al apoyo del papa León XIII y de la Compañía de Jesús. Con la canonización del organizado de los basilianos rutenos, la orden pasó a ser conocida como Orden Basilia de San Josafat.

## Organización
La Orden de San Basilio Magno es una orden religiosa centralizada, cuyo gobierno es ejercido por un superior general, conocido como protoarchimandrita. Al pertenecer a la Iglesia greco-católica ucraniana (o rutena), el rito del instituto es bizantino, aunque pueden recibir candidatos de rito latino. Desde la restauración ya no es una orden monástica, sino de vida apostólica. La casa general se encuentra en Roma.
Conservando la espiritualidad y la Regla de san Basilio, los basilianos se dedican especialmente a la cura de ánimas y a la educación. En 2015 eran unos 528 monjes y poseían 89 monasterios, presentes en Argentina, Brasil, Canadá, Eslovaquia, Estados Unidos, Francia, Hungría, Italia, Lituania, Polonia, Rumanía y Ucrania.